# Сплави (Люблінський повіт)
Сплави (пол. Spławy) — село в Польщі, у гміні Високе Люблінського повіту Люблінського воєводства.
Населення — 312 осіб (2011).
У 1975-1998 роках село належало до Замойського воєводства.

## Демографія
Демографічна структура станом на 31 березня 2011 року:
|          | Загалом | Допрацездатний вік | Працездатний вік | Постпрацездатний вік |
| -------- | ------- | ------------------ | ---------------- | -------------------- |
| Чоловіки | 158     | 46                 | 95               | 17                   |
| Жінки    | 154     | 41                 | 75               | 38                   |
| Разом    | 312     | 87                 | 170              | 55                   |